# Tarachidia fortunata
Tarachidia fortunata là một loài bướm đêm trong họ Noctuidae.